# Toninu Camilleri
Toninu Camilleri (6 febbraio 1945) è un ex calciatore maltese, di ruolo attaccante.

## Carriera

### Nazionale
Ha collezionato sei presenze con la propria Nazionale.

## Palmarès

### Club

#### Competizioni nazionali
- Coppa di Malta: 1

Sliema Wanderers: 1973-1974